# 名越時兼
名越 時兼（なごえ ときかね、生年不明 - 建武2年（1335年8月）、または北条 時兼（ほうじょう ときかね）は、鎌倉時代末期の武士。名越流北条氏。名越太郎。

## 概要
名越時兼は鎌倉時代末期に越中守護であった名越時有の子とされる。
正慶2年/元弘3年（1333年）、鎌倉幕府の滅亡後、幕府再興と建武の新政転覆を謀り北条氏の残党が各地で蜂起する。建武2年（1335年）7月、北条時行が信濃で諏訪頼重らに擁立され鎌倉奪還を目指し挙兵すると（中先代の乱）、時兼もそれに呼応して、越中や能登・加賀で長沢氏や井口氏、野尻氏ら新政に不満を持つ武士を結集し北陸で蜂起した。
時兼は杉本城を拠点とし、松倉城の椎名六郎入道等北陸の新政権側の勢力を攻撃しつつ、3万騎余を率い上洛を目論んだが、加賀の大聖寺城に拠り迎撃した福田・敷地・山岸・上木といった狩野一党や、援軍として派遣された瓜生保を初めとする越前の武曽・深町ら武士団に敗れ討ち取られた。